# Ахтердейк (Вейфгеренланден)
Ахтердейк (нід. Achterdijk) — селище в нідерландській провінції Утрехт. Входить до муніципалітету Вейфгеренланден.
Його площа становить 2,17 км², а населення станом на 2021 рік складало 195 осіб.
Перша згадка про населений пункт датується 1869 роком.

## Галерея

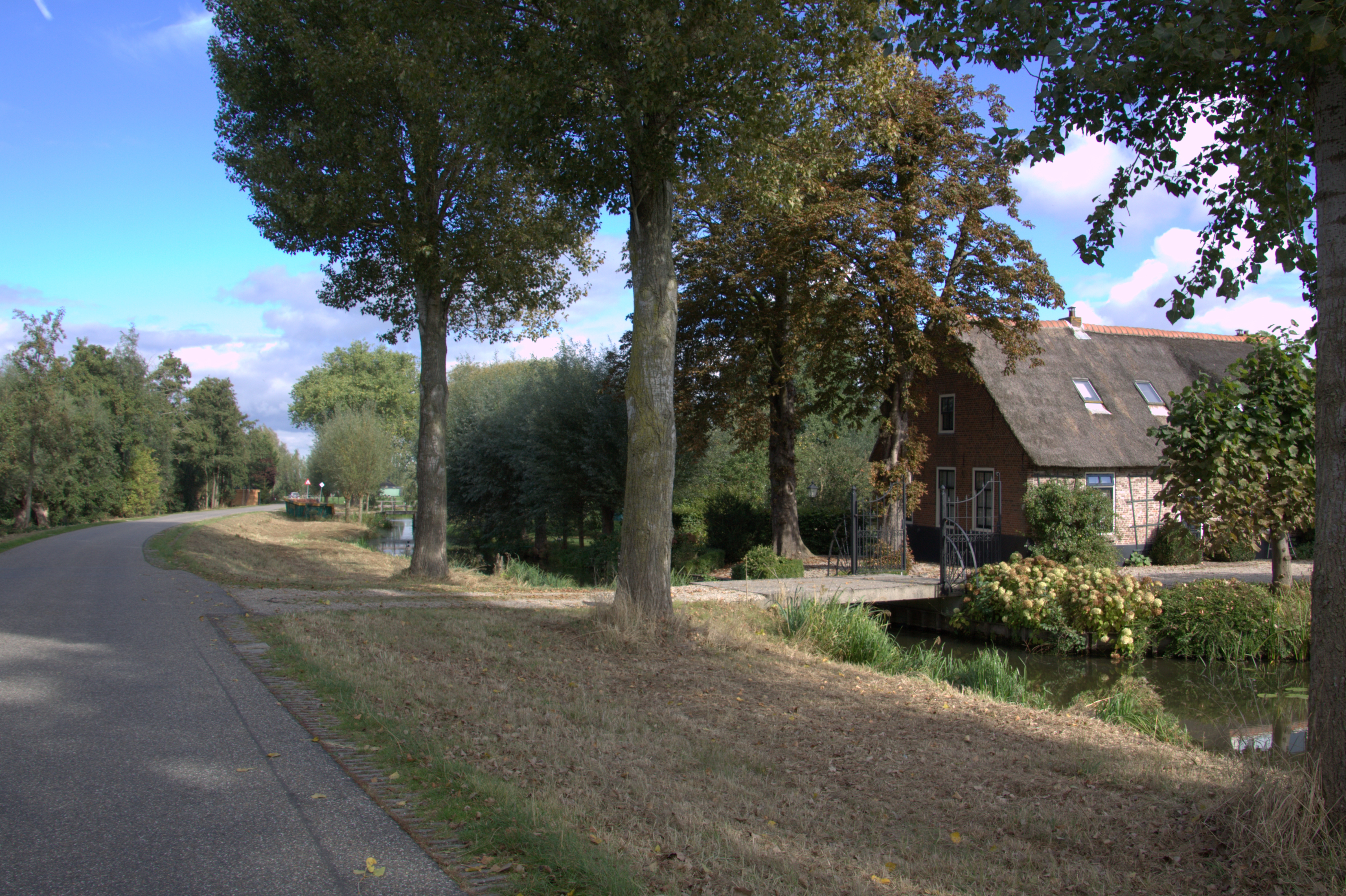
Ферма в Ахтердейку
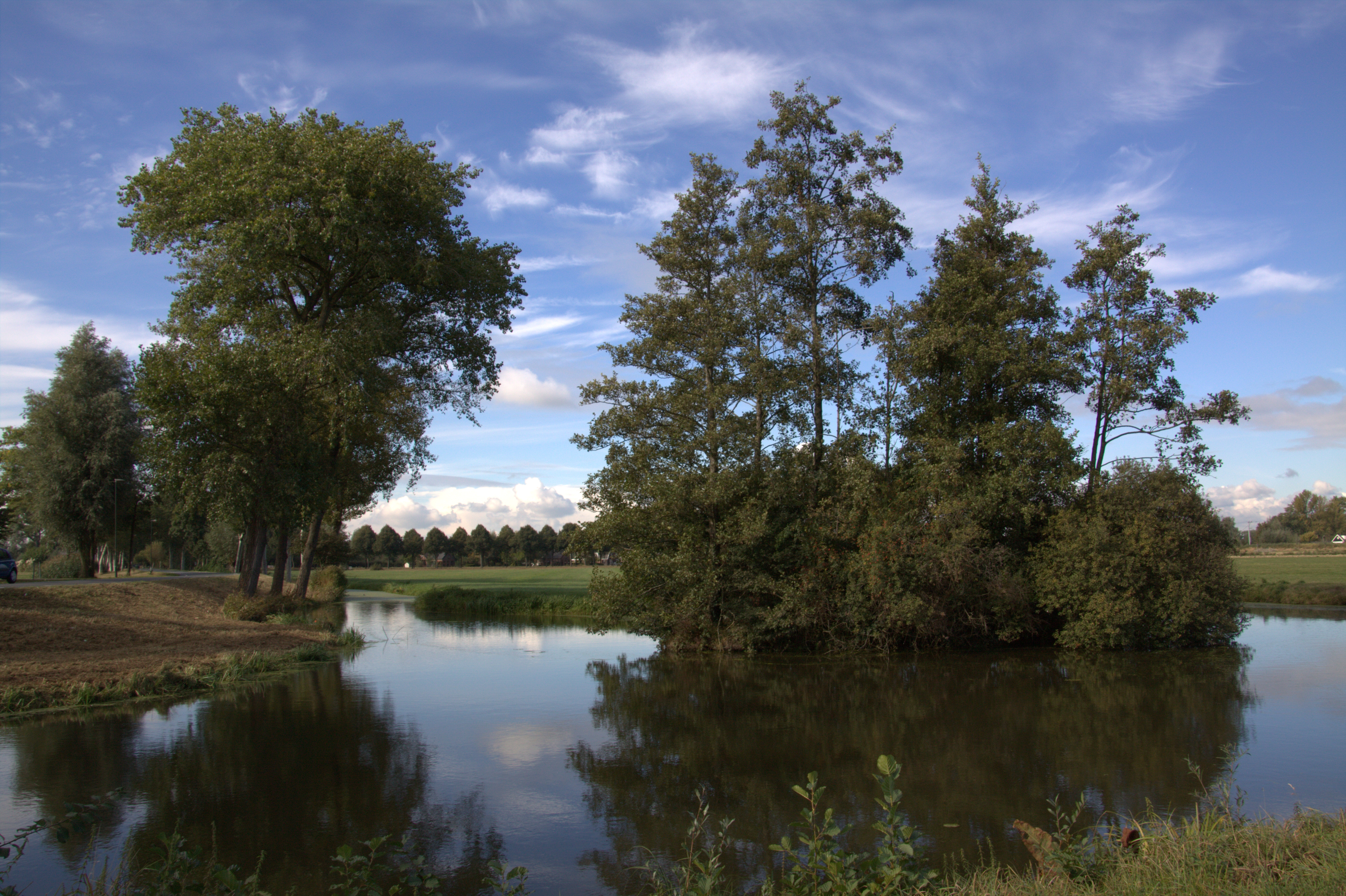
Пейзаж поблизу селища